# Рид, Эл-Эй
Анто́нио Рид (англ. Antonio Reid, более известный как Эл Эй Рид (англ. L.A. Reid); род. 7 июня 1956 года, Цинциннати, Огайо, США) — американский музыкальный продюсер, один из основателей лейбла LaFace Records. Является CEO группы лейблов звукозаписи The Island Def Jam Music Group.

## Биография

### Ранние годы
Антонио Рид родился в Цинциннати (штат Огайо). Один из четырёх детей в семье. Рос в Маунт-Оберне (англ. Mount Auburn) и Мэдисонвилле (англ. Madisonville), соседствах Цинциннати. Во время учёбы в школе Антонио являлся одним из участников музыкальной группы, в которой он играл на ударных.

### Карьера
В начале 1980-х Эл Эй Рид присоединяется к R&B-группе «The Deele», где он стал барабанщиком. В 1988 году Эл Эй Рид вместе с Кеннетом Эдмондсом покинул группу. Через год они создали лейбл LaFace Records. В 1990-е годы на нём записывались такие музыканты, как Тони Брэкстон, OutKast, Ашер и TLC.
В мае 2000 года Рид и Эдмондс продали свою долю акций LaFace Records материнской компании Sony BMG. После этого Рид стал президентом и CEO лейбла Arista Records. Чтобы подготовить себя ко вступлению в эти должности, Рид посещал специальные шестинедельные курсы в Гарвардской школе бизнеса.
За время пребывания на посту президента Arista Records, Эл Эй Рид подписал контракты с такими музыкантами, как Сиара, Pink и Аврил Лавин. Рид также продолжил сотрудничать с Ашером, который записывался ещё на LaFace Records.
В 2004 году Рид оставил свои должности в Arista Records и стал CEO Island Def Jam Music Group. Также является президентом издательства Hitco Music Publishing.
Эл Эй Рейд является трёхкратным обладателем премии «Грэмми»: как продюсер, в номинации «Продюсер года» (1992) и «Альбом года» («Телохранитель» — Саундтрек, 1993), а также как автор песни, в номинации «Лучшая R&B песня» («End of the Road», 1992). Кроме того, выиграл восемнадцать премий BMI Awards.
В 2008 году получил премию World Music Awards за выдающийся вклад в музыкальную индустрию.
Являлся судьей «The X Factor» совместно с Бритни Спирс, Саймоном Коуэлом и Деми Ловато.

### Личная жизнь
В период с 1989 по 1996 год был женат на менеджере группы TLC Перри Рид. У них есть сын, Аарон Рид (англ. Aaron Reid). В июле 2000 года женился на Эрике Холтон (англ. Erica Holton). В апреле 2001 года родилась их дочь, Арианна Мануэлль (англ. Ariana Manuelle). В августе 2003 года на свет появился их сын, Эддисон Кеннеди (англ. Addison Kennedy).